# سورسك
سورسك (بالروسية: Сурск) هي إحدى مدن روسيا في الكيان الفدرالي الروسي بانزا أوبلاست.